# 77 a. C.
El año 77 a. C. fue un año del calendario romano prejuliano. En el Imperio romano, fue conocido como el año 677 Ab Urbe condita.

## Acontecimientos
- M. Emilio Lépido, cónsul y líder del partido democrático, es derrotado por Q. Lutacio Catulo fuera de Roma, y los restos de los rebeldes son aplastados por Pompeyo en Etruria.
- Sertorio se adueña de Hispania Citerior, en donde adopta medidas políticas. Se le unen tropas de Marco Perpenna.[1]
- Pompeyo marcha a Hispania a unirse con Q. Metelo Pío para suprimir la revuelta de Q. Sertorio, pero en términos generales, no tiene éxito.
- Pompeyo funda la ciudad de Gerunda (Gerona, España).
- Se construye la ciudad de Tigranocerta.

## Nacimientos
- Liu Xiang, erudito chino, editor de Shan Hai Jing, compilador de Lienü zhuan, y padre de Liu Xin (m. 6 a. C.)

## Fallecimientos
- Marco Emilio Lépido, estadista y cónsul romano
- Rey Duttagamani de Sri Lanka